# Centre intermodal d'échanges de Limoges

Logo du C.I.E.L.

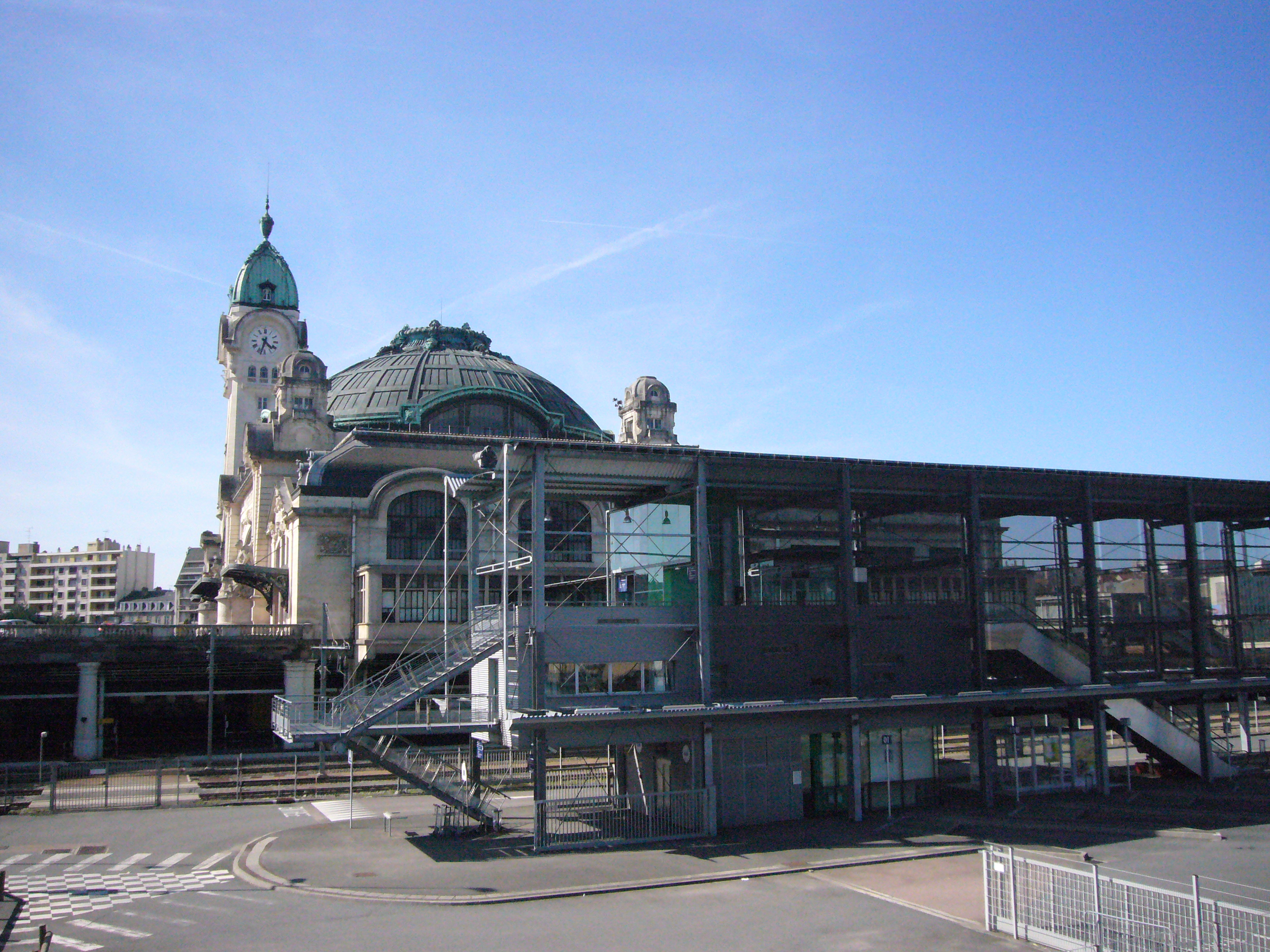
La gare et le bâtiment-terminal routier

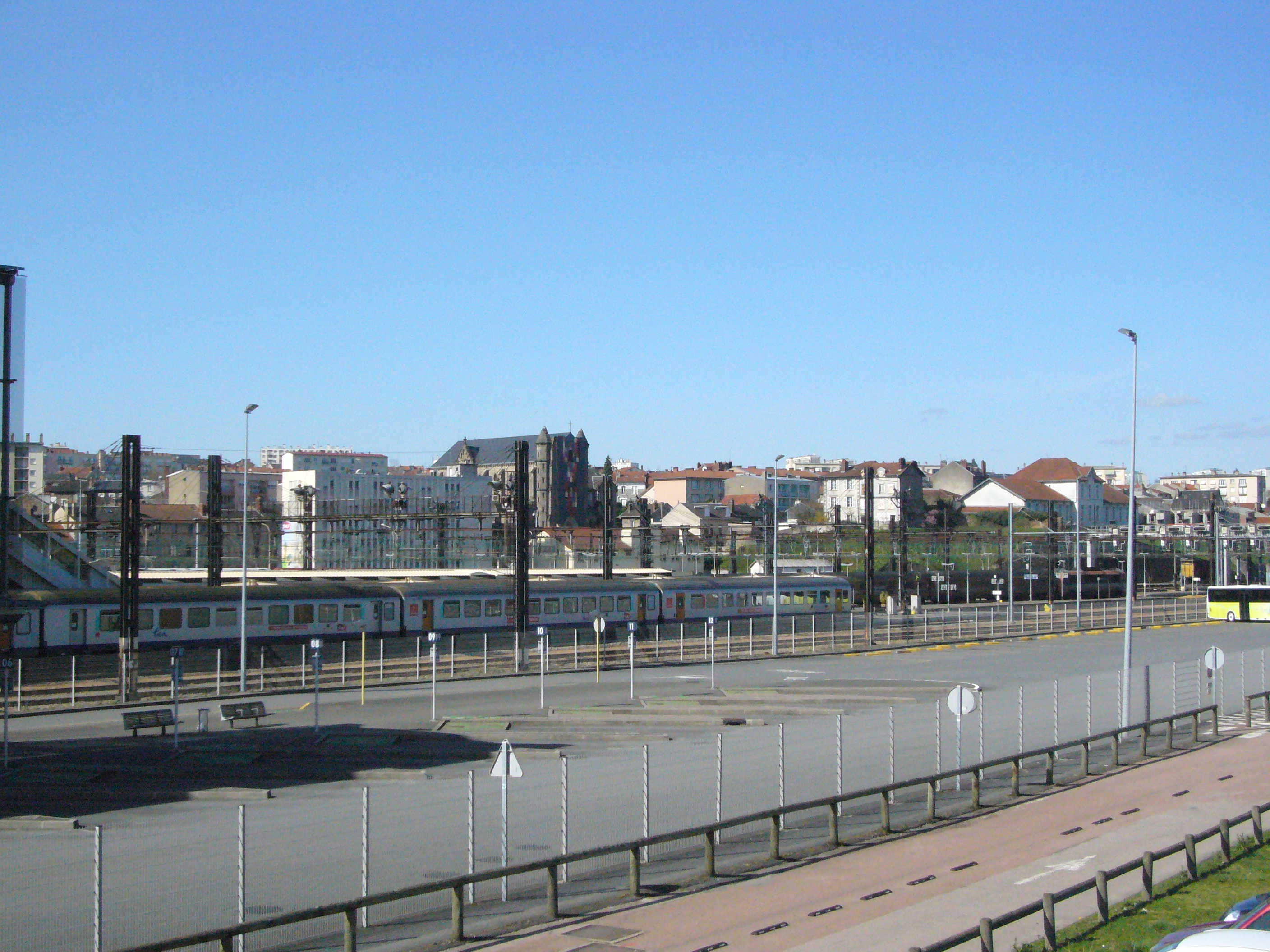
Le parking du terminal routier

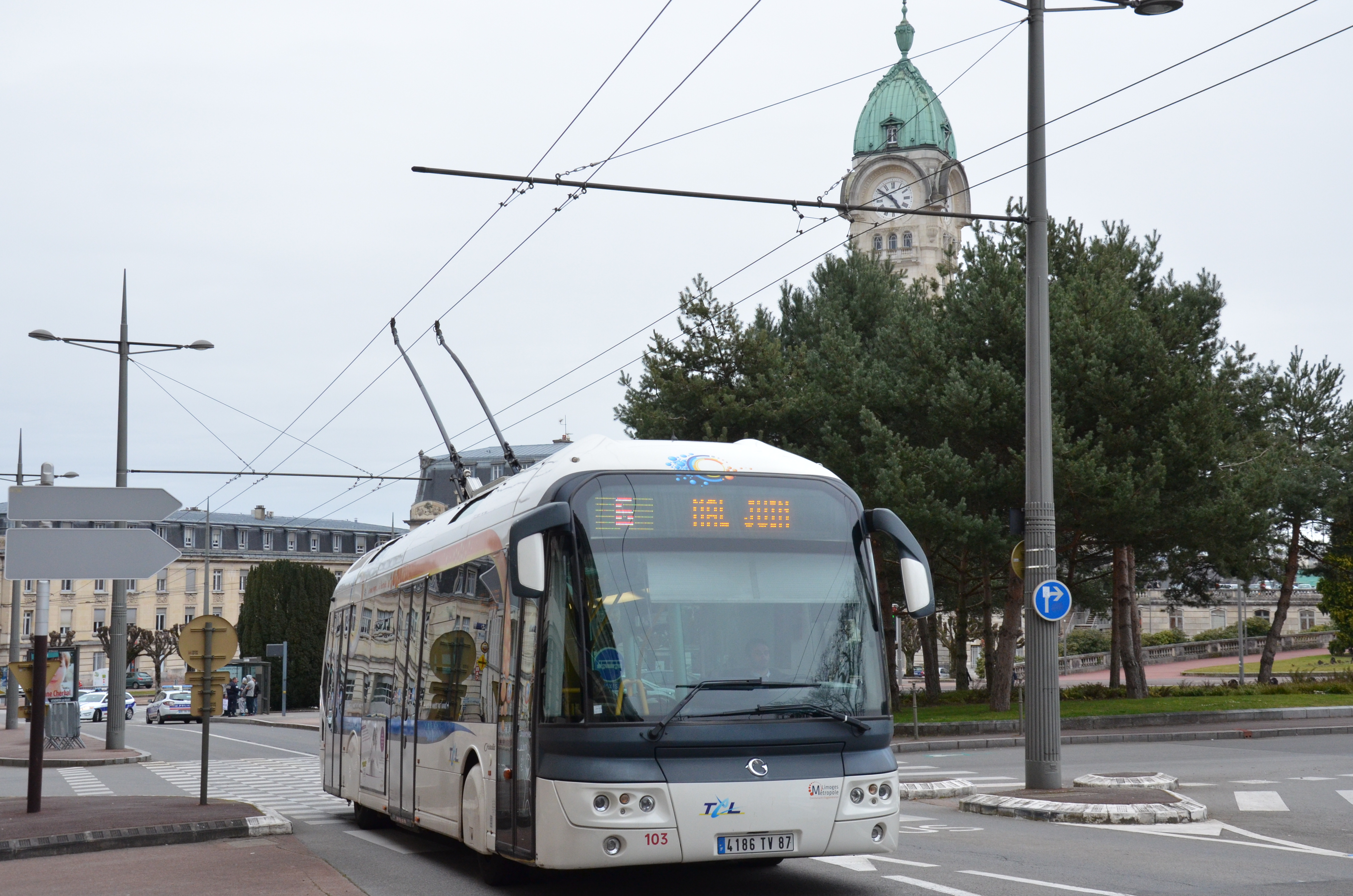
Un trolleybus du réseau TCL près du CIEL.

Le centre intermodal d'échanges de Limoges, également connu sous l'acronyme CIEL, et nommé provisoirement centre intermodal d'échanges et de liaisons, est un pôle intermodal de transports situé sur le site de la gare de Limoges-Bénédictins, à Limoges.
Inauguré en septembre 2000, il s'est traduit par la construction d'un terminal routier pour les autocars des transports départementaux de la RRTHV (Haute-Vienne en Car/Moohv 87), et la réorganisation des arrêts des lignes du réseau de transports urbains de l'agglomération de Limoges opéré par la STCLM.

## Histoire

### Projet
Ce projet, dans sa genèse puis dans sa réalisation, est en fait apparu comme une conjonction d’opportunités. Au début des années 1990, le Service national des messageries (Sernam) modernise son site en libérant une partie de la place occupée par la gare de marchandises. La place et l'occasion laissées sont alors saisies par le Conseil général de la Haute-Vienne, qui souhaite implanter une nouvelle gare routière. En 1994, un protocole d'accord pour la modernisation des transports collectifs départementaux envisageant la création d'un pôle intermodal, est signé entre les acteurs locaux potentiels (SNCF, conseil général, conseil régional, syndicat intercommunal d’organisation des
transports, mairie de Limoges, CCI et les représentants de l'État).
| Partenaire                         | Montant | Part (%) |
| ---------------------------------- | ------- | -------- |
| Conseil général                    | 2,21    | 21,2     |
| Ville de Limoges / SIOTAL          | 2,21    | 21,2     |
| État                               | 1,83    | 17,5     |
| SNCF                               | 1,83    | 17,5     |
| Conseil régional                   | 1,37    | 13,1     |
| Union européenne (FEDER)           | 0,91    | 8,7      |
| Chambre de commerce et d'industrie | 0,08    | 0,8      |
| Total                              | 10,44   | 100      |

La même année, une étude de faisabilité commandée à la Société de Contrôle et d’Exploitation des Transports Auxiliaires (SCETA) met en évidence les points du projet à étudier et développer, tout en proposant une évaluation du financement. En 1996, une convention-cadre est ratifiée pour la réalisation du projet. Le coût total de l'opération est évalué à 68,5 millions de francs. Chacun des acteurs du projet contribue à la constitution de l'enveloppe, et un comité de pilotage et un comité technique sont réunis dans l'optique des définir les attributions de chacun dans le futur pôle.
Afin de trouver un maître d'œuvre global pour la réalisation des travaux qui englobent en plus du volet strictement « transports », un réaménagement du site de la gare et de ses environs, un concours d'urbanisme est organisé. Le cabinet nantais TETRARC,, qui a par la suite réalisé entre autres le centre de la préhistoire des Eyzies-de-Tayac et le pavillon de la France à Hanovre, remporte ce concours. Les acteurs insistent également sur la communication (exposition itinérante, lettre d’information, etc.) pour faire connaître le projet au public.
Après avoir défini le financement des différentes missions du pôle et l'organisation des maîtrises d'ouvrage, les partenaires s'accordent sur la gestion du site (reconductible sur 5 ans), définissent précisément les missions et les conventions de gestion censées optimiser les relations entre partenaires de la gestion.

### Construction
En janvier 1999, le Sernam, encore filiale de la SNCF, entreprend dans une phase de modernisation, la destruction de ses anciens hangars à marchandises situés en bords de voie, non loin de la cité des Coutures. A la place laissée par les bâtiments, reconfigurés dans la zone industrielle Nord, un grand parking est aménagé.
Avec l'ouverture du CIEL, les comités en place pendant la phase de projet et de réalisation sont maintenus. Le comité de pilotage se donne comme mission de suivre et évaluer le fonctionnement du centre intermodal. Le comité technique, lui, piloté par le conseil général et la SNCF, élargi aux exploitants, s'attache à la gestion et la résolution des problèmes fonctionnels.

## Fonctionnement

### Desserte routière

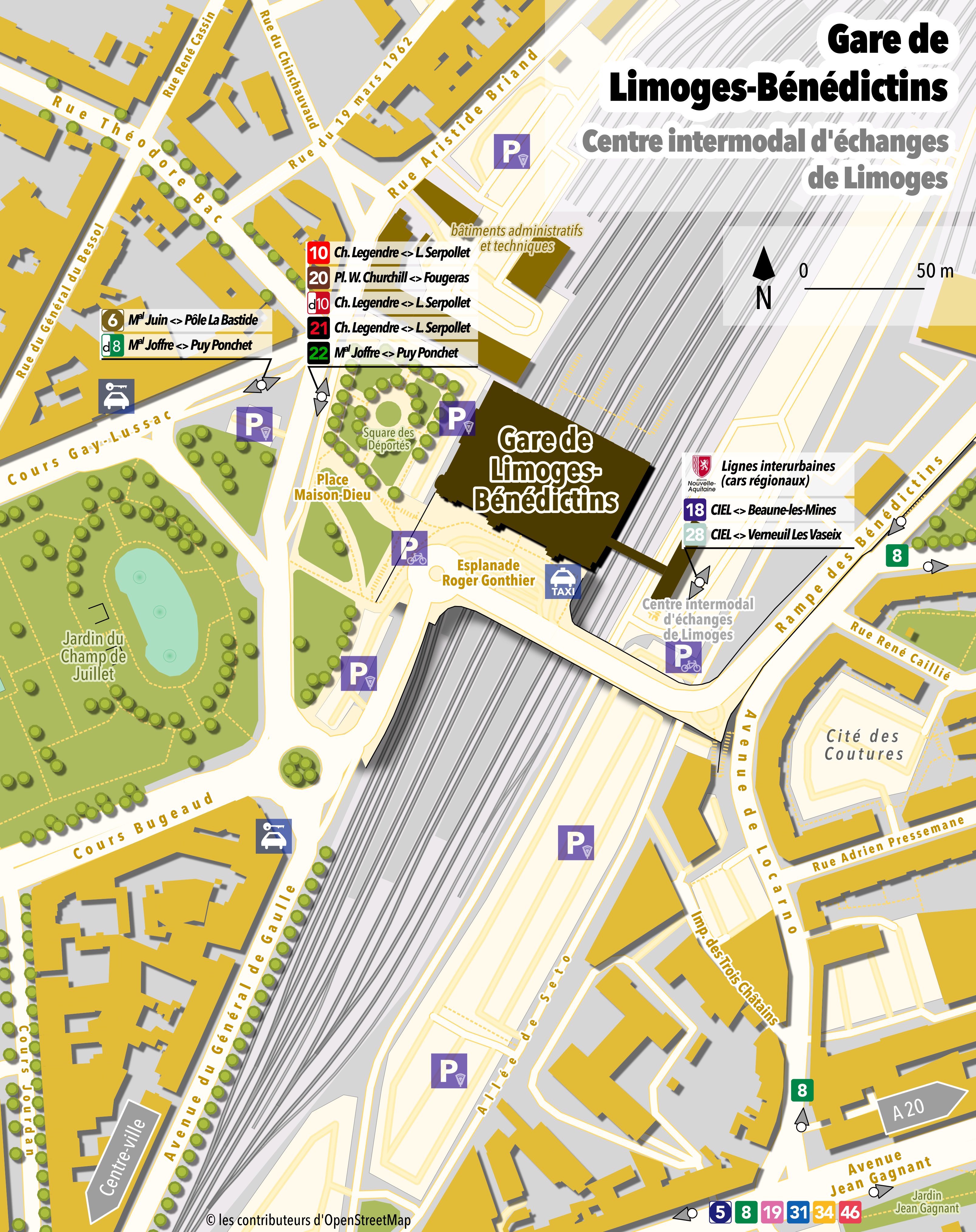
Plan du Centre intermodal.

- Réseau TER Nouvelle-Aquitaine : lignes 7 et 9
- Réseau Moohv 87 : lignes A, B, 1, 2, 7, 9, 11, 12, 15, 16, 18, 19, 24, 26, 28, 29, 40, 50, 70 et 81
- Réseau TCL :

arrêt Gare des Bénédictins : 61020
arrêt Limoges CIEL : 28
La séparation physique entre le pôle autobus et le pôle autocar a été identifiée dans le schéma de cohérence territoriale de l'agglomération comme étant un vecteur de dysfonctionnement du Centre intermodal.